# Людина з акордеоном
«Людина з акордеоном» (рос. «Человек с аккордеоном») — радянський драматичний художній фільм режисера Миколи Досталя, знятий в 1985 році за мотивами однойменної повісті Анатолія Макарова «Людина з акордеоном» (1974). Прем'єра відбулася в вересні 1985 року на ЦТ СРСР.

## Сюжет
З перших днів війни Дмитро Громцев, артист московської оперети, пішов добровольцем на фронт, був тяжко поранений, і не зміг повернутися до улюбленої професії музиканта. Дмитро закінчив фінансовий інститут і почав облаштовувати своє життя. Але любов до задушевної російської пісні і бажання дарувати людям радість виявляються сильніше драматичних обставин… Одного разу, на весіллі, на якому він грав на акордеоні, Дмитро зустрів свою давню знайому, яка одружена і розуміє, що вона є його долею.

## У ролях
- Валерій Золотухін —  Дмитро Громцев, артист московської оперети
- Ірина Алфьорова —  Олена (Льоля) Глан
- Аріна Алейникова —  мати Дмитра
- Володимир Сошальський —  Савелій Михайлович
- Михайло Пуговкін —  дядя Коля, сусід, Дмитра
- Сергій Милованов —  Савка, хуліган
- Олена Плетньова —  Тамара Новгородська, красуня
- Станіслав Садальський —  Костя Йолкін
- Любов Малиновська —  тітка Феня, двірничка
- Євген Євстигнєєв —  Іван Северинович Лопатін, відомий гомеопат
- Сергій Колесников —  син Лопатіна, наречений Льолі
- Ірина Шмельова —  Ніна Воробйова, однокурсниця Дмитра Громцева
- Антон Голубєв —  Коля Приходько, наречений
- Людмила Іванова —  мати Колі Приходько
- Сергій Реусенко —  Аркаша Карасьов, однополчанин Громцева
- Валерій Хлевинський —  Михайло, сусід Льолі Глан
- Анатолій Борисов —  декан фінансового інституту
- Володимир Юр'єв —  Сергій, «лотошник»
- Ксенія Мініна —  гостя на весіллі
- Бруно Ляуш —  Василь Микитович, гість на весіллі
- Микола Корноухов —  гість на весіллі
- Микола Аверюшкин —  ведучий концерту
- Яніна Лісовська —  хатня робітниця у Лопатіна
- Леонід Громов —  студент на демонстрації
- Сергій Федоров —  Сергій Громцев, син Дмитра
- Наталія Горегляд —  дружина Сергія
- Микола Биков —  фокусник
- Марія Андріанова —  сусідка Громцева
- Ілля Тюрін —  Мітя, онук Громцева
- Володимир Дронов —  Толян

## Знімальна група
- Режисер — Микола Досталь
- Сценарист — Олександр Бородянський
- Оператор — Юрій Невський
- Композитор — Олександр Гольдштейн
- Художники — Олександр Бойм, Олександр Макаров